# Paços (Melgaço)
Paços é uma localidade portuguesa do Município de Melgaço que foi sede da extinta Freguesia de Paços, freguesia que tinha 4,8 km² de área e 317 habitantes (2011), e, por isso, uma densidade populacional de 66 h/km².
A Freguesia de Paços foi extinta (agregada) pela reorganização administrativa de 2012/2013, tendo o seu território sido agregado ao da Freguesia de Chaviães para criar a União de Freguesias de Chaviães e Paços.

## População
| População da freguesia de Paços | População da freguesia de Paços | População da freguesia de Paços | População da freguesia de Paços | População da freguesia de Paços | População da freguesia de Paços | População da freguesia de Paços | População da freguesia de Paços | População da freguesia de Paços | População da freguesia de Paços | População da freguesia de Paços | População da freguesia de Paços | População da freguesia de Paços | População da freguesia de Paços | População da freguesia de Paços |
| ------------------------------- | ------------------------------- | ------------------------------- | ------------------------------- | ------------------------------- | ------------------------------- | ------------------------------- | ------------------------------- | ------------------------------- | ------------------------------- | ------------------------------- | ------------------------------- | ------------------------------- | ------------------------------- | ------------------------------- |
| 1864                            | 1878                            | 1890                            | 1900                            | 1911                            | 1920                            | 1930                            | 1940                            | 1950                            | 1960                            | 1970                            | 1981                            | 1991                            | 2001                            | 2011                            |
| 644                             | 668                             | 622                             | 667                             | 655                             | 637                             | 688                             | 792                             | 917                             | 837                             | 883                             | 554                             | 479                             | 379                             | 317                             |

| Distribuição da População por Grupos Etários | Distribuição da População por Grupos Etários | Distribuição da População por Grupos Etários | Distribuição da População por Grupos Etários | Distribuição da População por Grupos Etários | Distribuição da População por Grupos Etários | Distribuição da População por Grupos Etários | Distribuição da População por Grupos Etários | Distribuição da População por Grupos Etários | Distribuição da População por Grupos Etários |
| -------------------------------------------- | -------------------------------------------- | -------------------------------------------- | -------------------------------------------- | -------------------------------------------- | -------------------------------------------- | -------------------------------------------- | -------------------------------------------- | -------------------------------------------- | -------------------------------------------- |
| Ano                                          | 0-14 Anos                                    | 15-24 Anos                                   | 25-64 Anos                                   | > 65 Anos                                    |                                              | 0-14 Anos                                    | 15-24 Anos                                   | 25-64 Anos                                   | > 65 Anos                                    |
| 2001                                         | 40                                           | 34                                           | 176                                          | 129                                          |                                              | 10,6%                                        | 9,0%                                         | 46,4%                                        | 34,0%                                        |
| 2011                                         | 19                                           | 24                                           | 141                                          | 133                                          |                                              | 6,0%                                         | 7,6%                                         | 44,5%                                        | 42,0%                                        |

## Sectores laborais
Agricultura, pecuária, construção civil, transformação de madeira e pequeno comércio.

## Tradições festivas
- Santa Ana - Julho
- Nossa Senhora de Lurdes - Agosto

## Valores patrimoniais e aspectos turísticos
- Igreja paroquial
- Capela Nossa Senhora de Lurdes
- Miradouro de Viladraque
- Margens e pesqueiras do rio Minho